# Trinko Keen

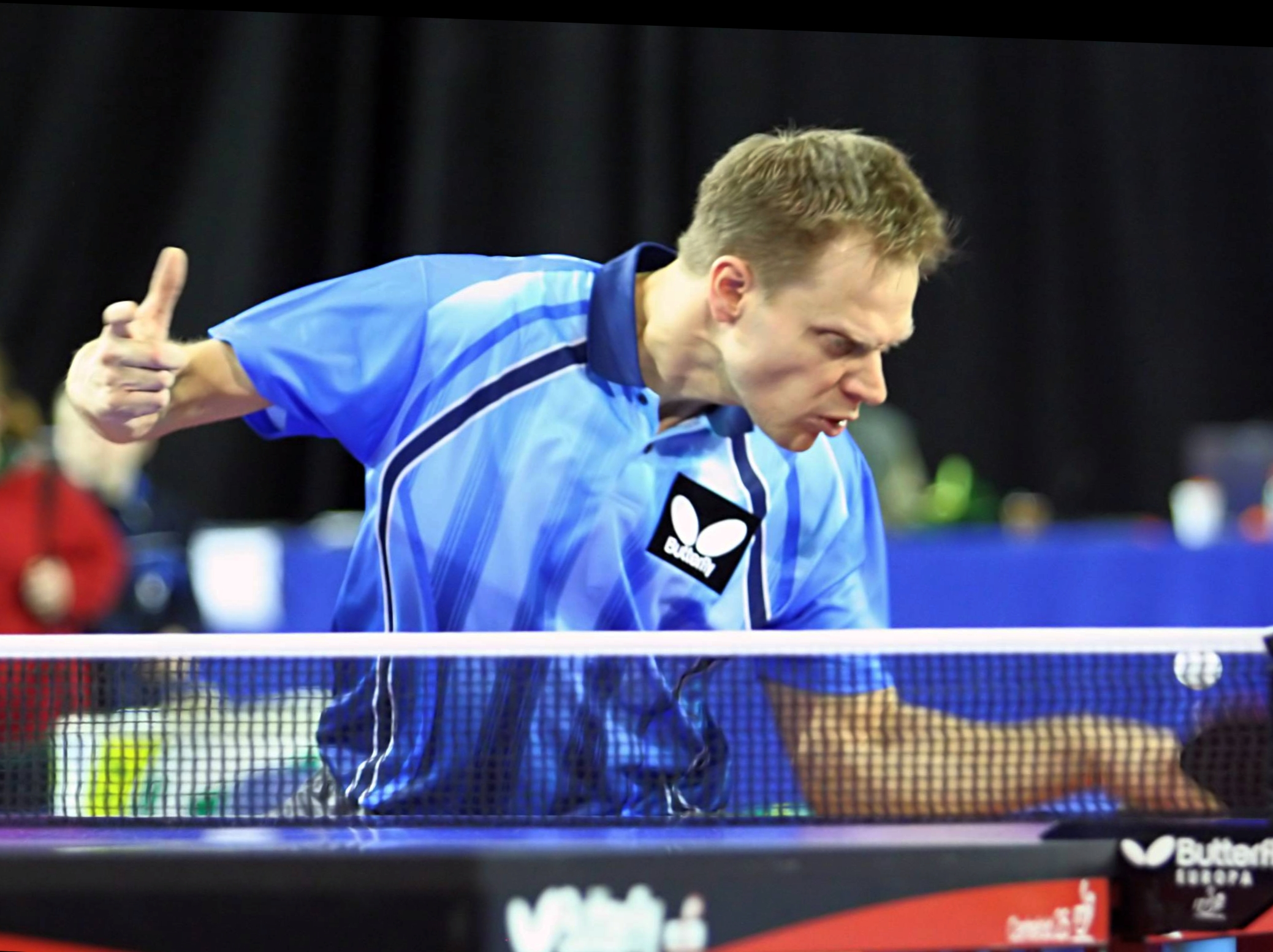
Trinko Keen tijdens NK 2007 in Eindhoven

Trienko Bertus (Trinko) Keen (Randwijk, 22 september 1971) is een van de weinige Nederlandse tafeltennisprofs. Hij speelde jaren in de Duitse Bundesliga voor onder meer TTC Jülich, TTC Zugbrücke Grenzau, SV Plüderhausen, SV Werder Bremen en in 2009/10 voor European Champions League-houder Borussia Düsseldorf. In juni 2010 keerde hij terug naar Plüderhausen.
Keen behoort tot een selecte groep Nederlandse sporters die aan drie of meer Olympische Spelen heeft deelgenomen. Hij verdeelde in veertien finales van het NK tafeltennis samen met Danny Heister nationale titels. Keen is de jongere broer van Gerdie Keen.

Met TTV Avanti won hij de nationale beker van Nederland, maar nog voor zijn twintigste verjaardag verhuisde hij naar het kwalitatief veel sterkere Duitsland, waar hij met name onder Chinese coaches trainde.
Keen kondigde voor het EK van 2008 in Sint-Petersburg aan dat dit zijn laatste toernooi als international zou zijn. Op het EK won hij vervolgens samen met oud-wereldkampioen Werner Schlager een zilveren medaille in het dubbelspel, Keens beste prestatie ooit. Eerder won hij eenmaal EK-brons in het enkelspel, eenmaal in het dubbelspel en eenmaal in het ploegentoernooi. Met vier EK-medailles op zak zou Keen zich alleen nog bezig gaan houden met spelen in clubverband (hij stopte eerder al met NK's). Schlager haalde hem later niettemin over om samen andermaal te dubbelen op EK 2009 in Stuttgart. Daar werden ze in de derde ronde uitgeschakeld door het Kroatische duo Andrej Gacina/Ivan Juzbasic. In 2014 stapte hij over naar het ETTU-cup team van Enjoy & Deploy Taverzo om dit in 2020 nogmaals te herhalen toen De Boer Taverzo zich dat jaar plaatste voor de Champions League.
In oktober 2022 leverde hij een bijzondere prestatie door op 51-jarige leeftijd opnieuw Nederlands kampioen te worden. Keen speelde 198 interlands voor het Nederlands team.
Keen haalde gedurende zijn sportloopbaan een HEAO-diploma 'commerciële economie' aan de Randstad Topsport Academie. Ook heeft hij nog een tijdje bij HTTC '71 gespeeld.

## Erelijst
- Nederlandse kampioen enkelspel: 1996, 1999, 2000, 2004, 2005, 2007, 2022[5]
- Nederlandse kampioen dubbelspel: 1990, 1991 (met Casper Mol), 1992-1995 (met Danny Heister), 1999-2004 (met Heister)
- EK-medailles: enkelspel (brons 1998), team (1998, brons), heren dubbel (2008 zilver (met Werner Schlager), 2002 brons (met Danny Heister)
- Winnaar European Champions League 2010 (met Borussia Düsseldorf, als vierde man)
- Winnaar Europa Cup II (ETTU Cup) met SV Plüderhausen (2005) en met TTC Jülich (1999).
- Interlands: 196
- Hoogste positie ITTF-wereldranglijst: 18e (april 2002)
- Deelname Olympische Spelen:  1996 (Atlanta), 2000 (Sydney), 2004 (Athene)

ITTF Pro Tour:
Enkelspel:
- Geen finales

Dubbelspel:
- Winnaar Engeland Open 1999 (met Danny Heister)
- Verliezend finalist Engeland Open 1997 (met Danny Heister)
- Verliezend finalist Frankrijk Open 1997 (met Danny Heister)
- Verliezend finalist Brazilië Open 2001 (met Lucjan Błaszczyk)

## Resultaten uit het ETTU-archief
| Toernooi               | Jaar | Plaats        | Land | Enkel        | Dubbel                               | Mixed                       | Team |
| ---------------------- | ---- | ------------- | ---- | ------------ | ------------------------------------ | --------------------------- | ---- |
| Europees Kampioenschap | 2009 | Stuttgart     | GER  | laatste 32   | laatste 32 met Werner Schlager (AUT) |                             |      |
| Europees Kampioenschap | 2008 | St.Petersburg | RUS  | laatste 128  | Zilver met Werner Schlager (AUT)     |                             |      |
| Europees Kampioenschap | 2007 | Belgrado      | SRB  | laatste 64   |                                      |                             | 10   |
| Europees Kampioenschap | 2005 | Aarhus        | DEN  | laatste 128  | Kwartfinale met Bojan Tokic (SLO)    |                             |      |
| Europees Kampioenschap | 2003 | Courmayeur    | ITA  | laatste 16   | laatste 16 met Danny Heister         |                             | 8    |
| Europees Kampioenschap | 2002 | Zagreb        | CRO  | laatste 16   | Halve finale met Danny Heister       |                             | 10   |
| Europees Kampioenschap | 2000 | Bremen        | GER  | laatste 16   | laatste 32 met Danny Heister         |                             | 8    |
| Europees Kampioenschap | 1998 | Eindhoven     | NED  | Halve finale | laatste 16 met Danny Heister         | laatste 64 met Gerdie Keen  | 4    |
| Europees Kampioenschap | 1996 | Bratislava    | SVK  | laatste 32   | laatste 64 met Jörg de Cock          | laatste 16 met Gerdie Keen  | 10   |
| Europees Kampioenschap | 1994 | Birmingham    | ENG  | laatste 32   |                                      | laatste 16 met Gerdie Keen  | 10   |
| Europees Kampioenschap | 1992 | Stuttgart     | GER  | laatste 64   | laatste 32 met Paul Haldan           | Kwartfinale met Gerdie Keen | 5    |
| Europees Kampioenschap | 1990 | Göteborg      | SWE  | laatste 64   | laatste 16 met Paul Haldan           | laatste 128 met Gerdie Keen | 8    |